# 宮城県道・岩手県道184号石越白崖線
宮城県道・岩手県道184号石越白崖線（みやぎけんどう・いわてけんどう184ごう いしこししろがけせん）は、宮城県登米市石越町から岩手県一関市花泉町永井に至る一般県道である。

## 概要

### 路線データ
- 実延長：5,253.6 m
  - 宮城県側：2,935.6 m[1]
  - 岩手県側：2,318.0 m[2]
- 起点：登米市石越町北郷字遠沢15番地先[1]（県道4号交点）
- 終点：一関市花泉町永井[2]（国道342号交点）

## 歴史
- 1958年（昭和33年）3月31日 - 宮城県側の区間が石越停車場白崖線として県道に認定される[3]。
- 1959年（昭和34年）3月31日 - 岩手県側の区間が石越停車場白崖線として県道に認定される[4]。
- 2019年（平成31年）3月29日 - 宮城県側の区間が石越白崖線として県道に認定され[5]、石越停車場白崖線が廃止される[6]。従前の石越駅から中田栗駒線までの区間は、中田栗駒線の支線として組み込まれる[7]。
- 2019年（令和元年）5月14日 - 岩手県側の区間の路線名が「石越停車場白崖線」から「石越白崖線」へ変更される[8]。

## 地理

### 通過する自治体
- 宮城県
  - 登米市
- 岩手県
  - 一関市

### 交差する道路
- 宮城県道4号中田栗駒線（登米市石越町北郷字遠沢）
- 国道342号（一関市花泉町永井字東狼沢）